# Lavigerie
Lavigerie é uma comuna francesa na região administrativa de Auvérnia-Ródano-Alpes, no departamento de Cantal. Estende-se por uma área de 24,2 km². Em 2010 a comuna tinha 107 habitantes (densidade: 4,4 hab./km²).